# Конгсвінгер
Конгсвінгер (або Коннсвіннер, норв. Kongsvinger ) — місто й комуна фюльке Іннланнет, Норвегія. Адміністративний центр комуни — місто Конгсвінгер. Офіційна мова комуни — букмол. Населення міста станом на 2018 рік становило 12 078 осіб. Код-ідентифікатор комуни — 0402.

## Історія
Місто утворилося в XVII ст. навколо фортеці, будівництво якої закінчилося 1682 року. 1854 року Конгсвінгер дістав статус торгового міста. Більшість населення була зайнята в торгівлі та деревообробній промисловості.
Територія навколо фортеці називається Верхнім містом, досі забудована дерев'яними будинками XVIII–ХІХ ст. Церква збудована у XVII ст., у ній зберігається старовинне розп'яття XIV ст. З 1862 року через місто проходить залізниця, яка сполучає Осло й Стокгольм.
У Конгсвінгері в 1894–1898 жив польський письменник Станіслав Пшибишевський, звідси родом була його дружина Дагні Юль.
З 1857 року почав свою юридичну практику в Конгсвінгері Юнас Льє.
У Конгсвінгері виріс і вчився живопису художник Ерік Вереншьоль.

## Культура й спорт
У місті розташований відомий далеко за межами країни Музей жінок, розміщений у садибі Дагні Юль.
На спортивній арені місто представляє ФК «Конгсвінгер», віцечемпіон Норвегії 1992 року.
У місті живе й працює письменник, музикант Леві Генріксен. Конгсвінгер часто фігурує у його творах.

## Освіта
Станом на 2004 рік у місті було 9 загальноосвітніх шкіл, де навчалося 2100 учнів.

## Міста-побратими
- Сківеd, Данія
- комуна Арвіка, Швеція